# Mansfield Park
För andra betydelser, se Mansfield Park (olika betydelser).
Mansfield Park är en roman skriven av den engelska författaren Jane Austen 1814. Den skiljer ut sig i Austens författarskap genom en mörkare ton. Boken översattes först 1997 till svenska.

## Handling
Fanny Price bor sedan barndomen hos sina förmögna släktingar, som erbjöd sig att bekosta hennes uppfostran för att underlätta för hennes föräldrar. Hon har dock aldrig blivit som en fullvärdig medlem av familjen, och hennes enda vän är kusinen Edmund.
När Fannys båda kvinnliga kusiner har introducerats i sällskapslivet blir skillnaderna mellan dem ännu tydligare än tidigare, och Fannys uppgifter i livet tycks inte sträcka sig bortom dem att vara sällskap och hjälpreda åt mostern. Medan Edmunds far är bortrest kommer nya grannar, de charmfulla och livliga syskonen Mary och Henry Crawford. Till Fannys sorg förälskar sig Edmund i Mary, medan Henry uppvaktar såväl Edmunds bägge systrar Maria och Julia som Fanny själv.

## Huvudkaraktärer
- Fanny Price är romanens huvudperson. Hon bor sedan 10 års ålder hos sina rika släktingar Bertrams på Mansfield Park. Hon känner sig mycket ensam där till en början, men efter att hennes kusin Edmund blivit hennes vän börjar hon trivas.

- Edmund Bertram är en av Fannys äldre kusiner, och också den man hon kommit att älska även om han bara ser henne som en syster. Edmund är den yngre sonen i familjen och ska bli präst för att få sin försörjning tryggad.

- Maria och Julia Bertram, Fannys två kvinnliga kusiner är några år äldre än hon och ser henne aldrig som sin jämlike. De blir båda förtjusta i Henry Crawford när han kommer till Mansfield, även om Maria redan då är förlovad med mr. Rushworth, en rik ung man som bor i grannskapet.

- Henry Crawford kommer till Mansfield tillsammans med sin syster, och inleder kurtis med båda systrarna Bertram, framförallt med Maria.

- Mary Crawford är Henrys vackra och spirituella syster som blir mycket intresserad av Edmund, trots att hon inte trodde att hon skulle kunna förälska sig i en yngre son och definitivt inte i en blivande präst.

## Översättning och svenska utgåvor
Mansfield Park översattes till svenska första gången 1997 av Maria Ekman. Boken har sedan dess utkommit i ytterligare två utgåvor, 1998 samt 1999.

## Filmatiseringar
- 1983 - Mansfield Park, miniserie med Sylvestra Le Touzel som Fanny Price och Nicholas Farrell som Edmund Bertram.
- 1999 - Mansfield Park, filmatisering av regissören Patricia Rozema, med Frances O'Connor som Fanny Price och Jonny Lee Miller som Edmund Bertram.
- 2007 - Mansfield Park, filmatisering med Billie Piper och Blake Ritson i huvudrollerna.